# Maksim Staviski
Maksim Staviski (bug. Максим Стависки; rođen 16. novembra, 1977. u Rostovu na Donu, Rusija) je bugarski klizač u kategoriji umetničkog plesa. Njegova partnerka (ujedno i devojka) je Albena Denkova. Oni su prvi bugarski par u klizanju koji je osvojio medalju na evropskim i svetskim šampionatima.
Sve do 2005. par je trenirao Aleksej Gorškov u Sofiji ili Odincovu koji se nalazi blizu Moskve.
Maksim je Jevrejin, poreklom je iz Rusije, ali je uzeo bugarsko državljanstvo. Godine 1996. spojio se sa Albenom Denkovom i od tada nastupaju zajedno. 2000. godine par Denkova / Staviski preselili su se iz Sofije za Odincovo, zbog boljih uslova treninga.
Posle Svetskog prvenstva 2005, Denkova i Staviski su se preselili u Delaver (SAD) da bi trenirali sa Natalijom Liničuk i Genadijem Karponosovim.
2006. godine u Kalgariju (Kanada) osvojili su zlatnu medalju i postali svetski šampioni u plesnim parovima.

## Rezultati
- 2007.
  - ZLATNA MEDALJA NA SVETSKOM PRVENSTVU - SVETSKI ŠAMPIONI
  - Bronzana medalja na evropskom
  - NACIONALNI ŠAMPIONI
- 2006.
  - Peto mesto Zimske olimpijske igre, Torino (Italija)
  - ZLATNA MEDALJA NA SVETSKOM PRVENSTVU - SVETSKI ŠAMPIONI
- 2005.
  - Peto mesto na Svetskom prvenstvu
  - Odustali na Evropskom prvenstvu
  - NACIONALNI ŠAMPIONI
- 2004.
  - SREBRNA MEDALJA na Svetskom prvenstvu
  - SREBRNA MEDALJA na Evropskom prvenstvu
  - NACIONALNI ŠAMPIONI
- 2003.
  - BRONZANA MEDALJA na Svetskom prvenstvu
  - SREBRNA MEDALJA na Evropskom šampionatu
  - NACIONALNI ŠAMPIONI
- 2002.
  - Sedmo mesto na Olimpijskim igrama
  - Peto mesto na Svetskom prvenstvu
  - Šesto mesto na Evropskom prvenstvu
  - NACIONALNI ŠAMPIONI
- 2001.
  - Deseti na Svetskom prvenstvu
  - Osmo mesto na Evropskom prvenstvu
  - NACIONALNI ŠAMPIONI
- 2000. 
  - NACIONALNI ŠAMPIONI
- 1999.
  - 11. na Svetskom prvenstvu
  - 9. mesto na Evropskom prvenstvu
  - NACIONALNI ŠAMPIONI
- 1998.
  - 18. na Olimpijskim igrama
  - 17. na Svetskom prvenstvu
  - 16. mesto na Evropskom prvenstvu
  - NACIONALNI ŠAMPIONI
- 1997.
  - 19. na Svetskom prvenstvu
  - 17. mesto na Evropskom prvenstvu
  - NACIONALNI ŠAMPIONI